# Rai-reform
A Rai-reform az 1975. évi 103-as törvény Olaszországban, amely megváltoztatta az olasz rádió és televíziós piacot.
A törvény az alábbi változásokat hozta:
- A közszolgálati média (Rai) ellenőrzése és gazdasági irányítása a kormánytól átkerült a parlamenthez, hogy az információk sokszínűségét tudják garantálni.
- Megerősítette az állam országos rádiós és televíziós műsorszórás feletti monopóliumát.
- A kábeltelevíziós műsorszórás szabályozásával helyi televíziótársaságok alakulnak.
- Elérhetőség. Megfelelő helyet és műsoridőt kell biztosítani a közmédia műsoraiban a szakszervezeteknek, vallási felekezeteknek, politikai mozgalmaknak, pártoknak, kulturális, nyelvi és etnikai csoportoknak, illetve minden olyan társadalmi csoportnak, akik ezt igénylik.
- Létrehozták a közszolgálati televízió hármas csatornáját, a Rai 3 csatornát.
- Létrehozták a közmédia oktatási műsoraival foglalkozó üzletágát.

A reform értelmében a közszolgálati média fő alapelvei a függetlenség, objektivitás, nyitottság a politikai, társadalmi és kulturális sokszínűség tekintetében. A törvény betartását és a közszolgálati média működését a parlament bizottsága ellenőrzi.

## Politikai következmények
A közszolgálati média parlamenti ellenőrzésével elindult egy politikai felosztás, amit lottizzazione néven neveznek. Ennek értelmében a Rai két csatornáját a parlamenti pártok választói bázisuk számaránya szerint felosztják egymás közt: A legnézettebb Rai 1 csatornát az Olasz Kereszténydemokrata Párt kapta meg, a Rai 2 az Olasz Szocialista Párt ellenőrzése alá került. 1987-ben a Rai 3 az Olasz Kommunista Párt szócsövévé válik.  Így a Rai a politikai pártok zsákmányává vált.

## Kulturális következmények
A reformot követő évek igen termelékeny időszaknak számított a közszolgálati televíziónál. A Rai három csatornája egymás konkurensévé vált. Hatalmas változást hozott a televíziózás számára, hogy 1977. január 1-től a Rai áttért a színes sugárzásra. Ezzel a fejlődéssel új lehetőség jelent meg a csatornák egymástól való megkülönböztetésére, és külön logókat és főcímeket kaptak a csatornák 1983-ban. Ez a korszak olyan műsorokat indított el, mint a Bontà loro, Odeon. Tutto quanto fa spettacolo, Non stop, Portobello, Domenica In, Fantastico, L'altra domenica, Onda libera, Il teatro di Dario Fo, Match, Supergulp!, Stryx és sok más műsor, amely hosszú ideig meghatározója volt a Rai csatornáinak.

## Fordítás
- Ez a szócikk részben vagy egészben  a   Riforma della RAI del 1975 című olasz Wikipédia-szócikk ezen változatának fordításán alapul.  Az eredeti cikk szerkesztőit annak laptörténete sorolja fel. Ez a jelzés csupán a megfogalmazás eredetét és a szerzői jogokat jelzi, nem szolgál a cikkben szereplő információk forrásmegjelöléseként.